# Ctenotus essingtonii
Ctenotus essingtonii är en ödleart som beskrevs av  Gray 1842. Ctenotus essingtonii ingår i släktet Ctenotus och familjen skinkar.

## Underarter
Arten delas in i följande underarter:
- C. e. brevipes
- C. e. essingtonii